# Prawo materialne
Prawo materialne – normy prawne bezpośrednio regulujące stosunki między podmiotami prawa, określając przesłanki (fakty) powodujące ich powstanie, zmianę lub wygaśnięcie. Do prawa materialnego zalicza się również normy prawne regulujące określone obowiązki, zakazy lub nakazy i przewidujące określone sankcje za ich nieprzestrzeganie.
Prawo materialne jest ściśle związane z prawem procesowym, bez którego istnienia to pierwsze nie mogłoby być egzekwowane. Przykładowo, kodeks cywilny zawiera w większości normy prawa materialnego, a kodeks postępowania cywilnego – w większości normy prawa procesowego.